# استان پوناتا
استان پوناتا (به اسپانیایی: Provincia de Punata) یکی از استان‌های بولیوی در بولیوی است که در شهرستان کوچوبامبا واقع شده‌است. استان پوناتا ۸۵۰ کیلومتر مربع مساحت و ۴۷٬۷۳۵ نفر جمعیت دارد و ۲٬۷۵۰ متر بالاتر از سطح دریا واقع شده‌است.